# Jonathan Brown
Jonathan Brown (Springfield, Massachusetts, 15 de julio de  1939-Princeton, 17 de enero de 2022) fue un hispanista estadounidense. Era la máxima autoridad mundial en el estudio de la vida y obra de Diego Velázquez.

## Biografía
Catedrático de Bellas Artes en el Institute of Fine Arts de la Universidad de Nueva York, fue colaborador de numerosos museos de arte estadounidenses, como el Metropolitano de Nueva York.
Era un reconocido especialista en el arte español de los siglos XVI y XVII, especialmente en Velázquez. Hacia 1999 fue designado comisario de Velázquez, Rubens y Van Dyck, exposición organizada por el Museo del Prado en conmemoración al IV centenario del nacimiento del genio sevillano.
En 1992, 1998 y 2002 impartió cursos en El Prado, colaborando en las exposiciones El retrato en el Museo del Prado; Obras maestras de Velázquez, IV centenario y El Greco. Obras maestras.
Era miembro de la Real Academia de Bellas Artes de San Fernando, la Real Academia de Bellas Artes de San Carlos y de la Fundación Duques de Soria.

## Premios y condecoraciones
- Medalla de Oro de las Bellas Artes (1986)[6]
- Gran Cruz de Alfonso X el Sabio (1996)[6]
- Premio Bernardo de Gálvez (2011)[6]

## Obras
- Imágenes e ideas en la pintura española del siglo XVII (1981)
- Velázquez, pintor y cortesano (1986)
- Un palacio para el rey: el Buen Retiro y la corte de Felipe IV (1981. En 2003 hizo una nueva versión, al alimón con John Elliott)
- La edad de oro de la pintura en España (1990)
- El triunfo de la pintura. Sobre el coleccionismo cortesano en el siglo XVII (1995)
- Escritos completos sobre Velázquez (2008). Recopilación de 32 textos publicados entre 1964 y 2006.